# Facundo
Pour les articles homonymes, voir Facundo (homonymie).

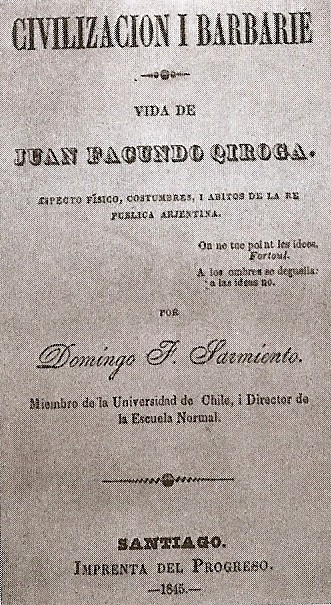
Page de titre de l'édition originale.

Facundo (titre original : Facundo. Civilización y barbarie ou Facundo. Civilización y barbarie en las pampas argentinas ou encore Civilización y barbarie. Vida de Juan Facundo Quiroga y aspecto físico, costumbres y hábitos de la República Argentina, suivant les éditions) est un ouvrage écrit en 1845 par l'homme politique et écrivain argentin Domingo Faustino Sarmiento, au cours de son deuxième exil au Chili. C’est une œuvre clef de la littérature hispano-américaine : outre sa valeur littéraire, le livre fournit une analyse du développement politique, économique et social de l’Amérique du Sud, de sa modernisation, de son potentiel et de sa culture. Comme l’indique son titre, c’est à travers le prisme d’une dichotomie entre civilisation et barbarie que Facundo s’attache à analyser les conflits qui se firent jour en Argentine aussitôt après l’indépendance du pays, proclamée en 1816. Le chercheur cubano-américain Roberto González Echevarría qualifia l’œuvre comme « le livre le plus important qui ait été écrit par un latino-américain, en quelque discipline ou en quelque genre que ce soit ».
Facundo décrit la vie de Juan Facundo Quiroga, chef militaire et politique gaucho appartenant au Parti fédéraliste, qui remplit la fonction de gouverneur et de caudillo (chef militaire) de la province de La Rioja lors des guerres civiles argentines, dans les décennies 1820 et 1830, mais par le biais de cette biographie, l’auteur défend une thèse politique : l’historien Felipe Pigna souligne dans le documentaire Algo habrán hecho por la historia argentina que « le Facundo fut bien davantage qu'un livre, ce fut un pamphlet contre Rosas ; Sarmiento y dépeint le type du caudillo et propose de l’éliminer ». Le fédéraliste Juan Manuel de Rosas gouverna la province de Buenos Aires entre 1829 et 1832, et de nouveau de 1835 jusqu’à 1852 ; au cours des affrontements entre unitaires et fédéralistes, Sarmiento, membre du camp unitaire, dut s’exiler à deux reprises au Chili, en 1831 et 1840, et c’est à l’occasion de son deuxième exil qu’en moins de deux mois il écrivit son Facundo. Sarmiento voyait en Rosas un héritier de Facundo : tous deux étaient des caudillos et représentaient, aux yeux de Sarmiento, la barbarie, laquelle procédait de la nature même de la campagne argentine et de son manque de civilisation,. Ainsi que l’explique Pigna, « Facundo, qu’il hait et admire à la fois, est le prétexte pour parler du gaucho, du caudillo, du désert interminable, et enfin, de tous les éléments qui pour lui représentent l’arriération et avec lesquels il faut en finir ».
Tout au long du texte, Sarmiento explore la dichotomie entre la civilisation et la barbarie. Comme le relève Kimberly Ball, « la civilisation se manifeste sous les espèces de l’Europe, de l’Amérique du Nord, des villes, des unitaires, du général Paz et de Rivadavia », tandis que « la barbarie s’identifie à l’Amérique latine, l’Espagne, l’Asie, le Proche-Orient, la campagne, les fédéralistes, Facundo et Rosas ». C’est pourquoi le Facundo eut un retentissement aussi profond ; en effet, selon González Echevarría, « en désignant l’opposition entre civilisation et barbarie comme étant le conflit central dans la culture latino-américaine, Facundo donna forme à une polémique qui avait commencé à l’époque coloniale et qui se poursuit jusqu’à aujourd’hui ».
La première édition de Facundo fut publiée en 1845. Pour la deuxième édition (1851), Sarmiento supprima les deux derniers chapitres, mais résolut de les réinclure en 1874, arguant qu’ils étaient importants pour le développement du livre. Dans sa version première, le livre suscita divers ouvrages se proposant de l’analyser ou de le critiquer, le principal étant sans doute Muerte y resurrección de Facundo de Noé Jitrik (1968), dans lequel l’auteur en explore les différents aspects, depuis sa classification littéraire jusqu’à sa portée historique.

## Contexte historique
Facundo, que Sarmiento rédigea en 1845, durant son deuxième exil au Chili, était conçu comme une attaque dirigée contre Juan Manuel de Rosas, gouverneur de Buenos Aires à la même époque. Le livre se veut une analyse de la culture argentine, examinée sous l'angle de vue de l’auteur, et incarnée en l’espèce par des hommes tels que Rosas et le chef régional Juan Facundo Quiroga, principalement dans la province de San Juan. Tant Rosas que Quiroga étaient des caudillos, c'est-à-dire des chefs commandant des troupes populaires en armes, lesquelles étaient pour Sarmiento l’expression d’une forme de gouvernement barbare.
Le livre de Sarmiento est à la fois une critique et le symptôme des conflits de culture qui se firent jour en Argentine dès son indépendance d’avec l’Espagne en 1810. Sarmiento dénonçait le retard dans lequel, trois décennies après cette date, persistaient les institutions et l’organisation économique du pays. La division politique du pays procédait de l’opposition entre l’idéologie des unitaires, appuyés par Sarmiento, qui aspiraient à un gouvernement centralisé, contre celle des fédéralistes, qui estimaient que les régions devaient être autonomes. Le conflit entre unitaires et fédéralistes avait un lien direct avec le pouvoir que la ville de Buenos Aires prétendait exercer sur le pays, outre de détenir le contrôle du commerce international et de s’approprier les rentes de la douane. À cette époque, la Ville de Buenos Aires englobait la province de Buenos Aires, et était la ville la plus grande et la plus riche du pays grâce à sa situation proche du Río de la Plata et de l’océan Atlantique. Buenos Aires non seulement détenait le commerce, mais encore avait accès aux idées et à la culture européennes. Cette disparité économique et culturelle du pays était à l’origine d’une tension croissante entre les provinces. En dépit de son adhésion au camp unitaire, Sarmiento était originaire de la ville de San Juan, sis dans l’ouest de l’Argentine, dans la région de Cuyo, non loin de la frontière chilienne.

### Conflit entre unitaires et fédéralistes
Le conflit entre unitaires et fédéralistes débuta vers le milieu de la décennie 1810 par l’affrontement entre les Portègnes et la Ligue fédérale, dirigée par José Artigas. Le conflit se généralisa à partir de 1819, lorsque l’Assemblée constituante (Congreso Constituyente) adopta en 1819 une constitution unitaire, qui fut rejetée par les provinces, lesquelles ensuite renversèrent en 1820 le Directeur suprême des Provinces-Unies du Río de la Plata et se déclarèrent autonomes, laissant le pays dépourvu de gouvernement national et déclenchant une série d’événements connus en Argentine sous l’appellation d’« Anarchie de l’An XX ». En 1826, Bernardino Rivadavia nationalisa la ville de Buenos Aires, sa douane et son armée, pendant qu’une nouvelle Assemblée constituante approuvait une autre constitution unitaire, qui fut derechef rejetée par l’ensemble des provinces. Les événements de 1826 débouchèrent sur une série d’affrontements armés entre unitaires et fédéralistes dans tout le pays. C’est alors qu’eut lieu la première guerre entre unitaires et fédéralistes (1825-1827), dans laquelle s’illustrèrent le fédéraliste Juan Facundo Quiroga et l’unitaire Gregorio Aráoz de Lamadrid, puis la deuxième guerre (1829-1831), lors de laquelle Juan Manuel de Rosas s’empara pour la première fois du titre de Gouverneur de la province de Buenos Aires, et dont le point de tension culminant fut l’affrontement entre l’unitaire Ligue de l’Intérieur (Liga del Interior), commandée par José María Paz, dans laquelle s’enrôla Sarmiento comme officier, et le Pacte fédéral (Pacto Federal). Les unitaires soutenaient la présidence de Rivadavia (1826-1827), tandis que les fédéralistes s’y opposaient. Sous ce gouvernement, les salaires des travailleurs baissèrent et les gauchos furent emprisonnés ou obligés de travailler sans recevoir de rémunération,.
À partir de 1828 furent installés et se succédèrent différents gouverneurs de Buenos Aires, à commencer par le fédéraliste Manuel Dorrego. Cependant, le gouvernement de Dorrego ne dura que fort peu, et celui-ci fut fusillé par l’unitaire Juan Lavalle, qui s’était emparé du pouvoir. Lavalle à son tour fut battu par une milice de gauchos commandée par Rosas. À la fin 1829, le corps législatif désigna Rosas gouverneur de Buenos Aires, et celui-ci gouverna pendant deux périodes, de 1829 à 1831 et de 1835 à 1852.
Durant une bonne partie de la période historique évoquée, un grand nombre d’intellectuels, de la tendance unitaire autant que fédérale, tant à Buenos Aires que dans les autres provinces de la Confédération argentine, sitôt qu'ils se trouvaient en situation politique adverse au regard de leurs idées, durent se résoudre à émigrer vers d’autres pays, principalement vers le Chili et l’Uruguay. Sarmiento, originaire de la province de San Juan, s’exila à deux reprises : une première fois en 1831, à la suite de la défaite militaire de la Ligue de l’Intérieur, dont il faisait partie en qualité d’officier, et une deuxième en 1840, sous le gouvernement de Nazario Benavídez, après la fermeture du journal El Zonda et après avoir été un temps incarcéré sur accusation de sédition.

### Facundo Quiroga

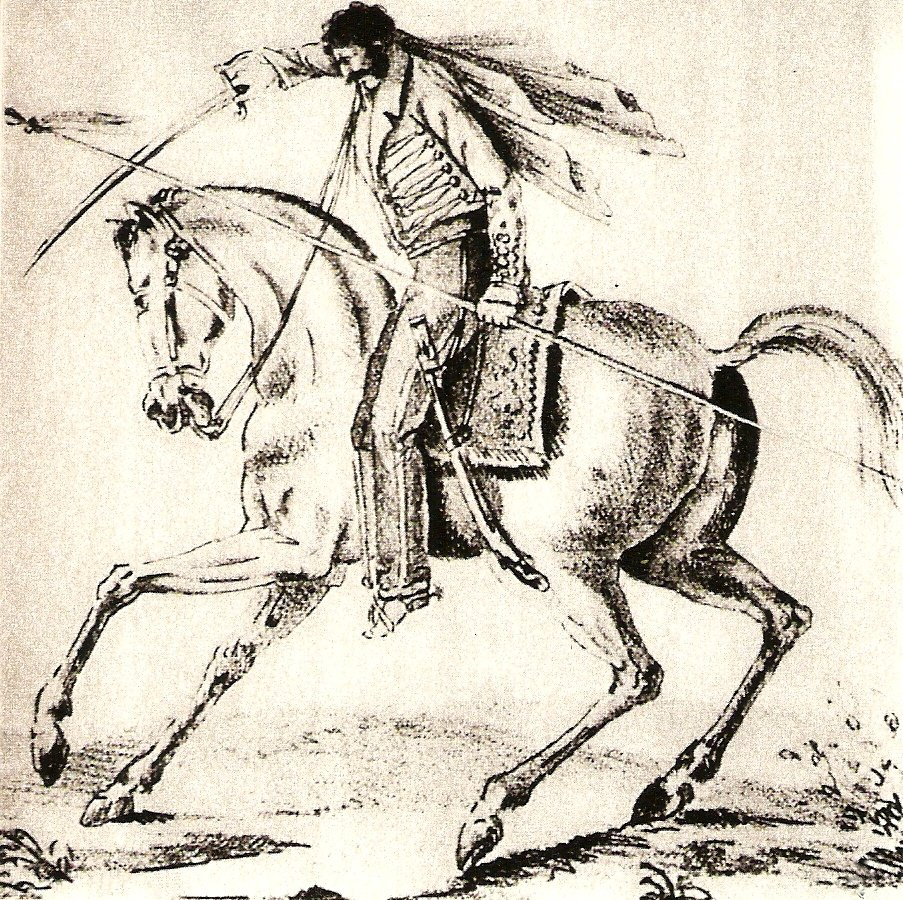
Facundo Quiroga, d'après une lithographie de César Bacle.

Juan Facundo Quiroga (1788 ― 1835), connu sous le surnom de El tigre de los llanos (le tigre des plaines), caudillo originaire de la province de La Rioja, s’opposa au gouvernement de Bernardino Rivadavia dès que celui-ci fut entré en fonction comme président de la Nation argentine (1826-1827). Rivadavia entreprit alors de le combattre avec ses effectifs, placés sous le commandement de Gregorio Aráoz de La Madrid, à qui cependant Quiroga infligea une défaite lors des batailles de El Tala (1826) et de Rincón de Valladares (1827). À la date de 1828, Quiroga avait acquis, dans un ensemble de provinces allant de Catamarca jusqu’à Mendoza, un grand pouvoir. Il s’unit à d’autres caudillos en vue de favoriser le fédéralisme. Il fut battu par le général José María Paz à la bataille de La Tablada et à celle d’Oncativo, à l’issue de laquelle il se porta vers la province de Tucumán. Là, il battit Lamadrid à la bataille de La Ciudadela (1831), désorganisant la Ligue unitaire, à la faveur de quoi Juan Manuel de Rosas put battre Juan Lavalle dans la province de Buenos Aires dans la bataille de Puente de Márquez (1829). Quiroga était partisan de rédiger une constitution à tendance fédéraliste, mais ces siennes initiatives se heurtèrent à l'opposition implacable de Rosas, qui jugeait encore prématurée la question de l’organisation politique nationale.
Rosas envoya Quiroga vers le nord, dans le cadre d’une mission diplomatique visant à rétablir les relations entre Salta et Tucumán. À son retour, il fut assassiné le 16 février 1835 à Barranca Yaco, dans la province de Córdoba, par un groupe aux ordres de Santos Pérez, qui avait tendu une embuscade à son équipage. La paternité intellectuelle de cet assassinat reste controversée, devant être attribuée selon certaines théories à Rosas, selon d’autres à Estanislao López ou aux frères Reinafé. Trois frères Reinafé (José Antonio, José Vicente et Guillermo) ainsi que Santos Pérez furent condamnés, et ces trois derniers exécutés en 1836.

### Juan Manuel de Rosas

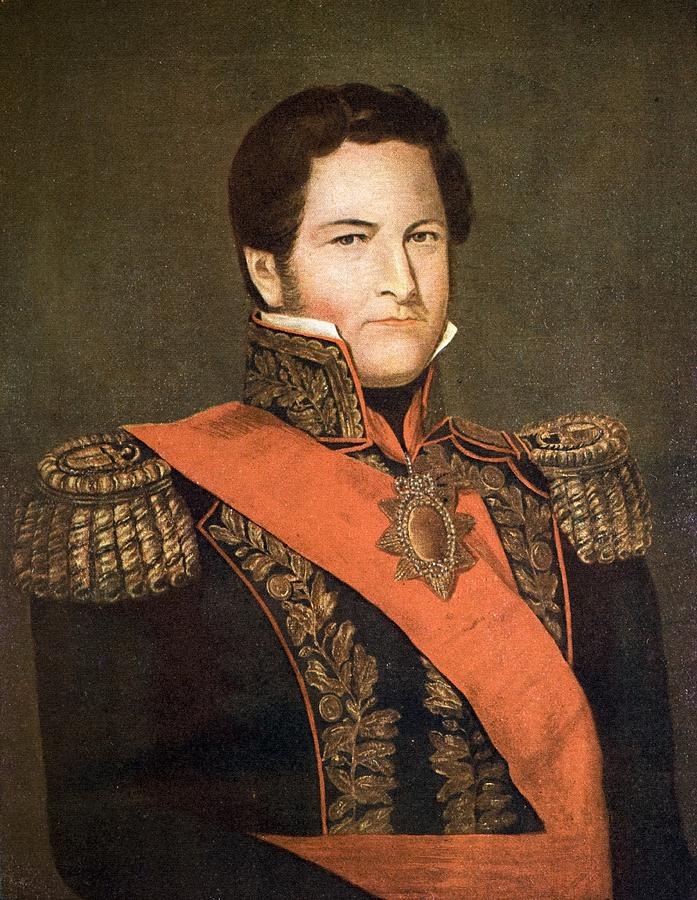
Juan Manuel de Rosas, gouverneur de la province de Buenos Aires entre 1829 et 1831 et entre 1835 et 1852.

Le jugement des historiens sur le rôle de Juan Manuel de Rosas comme gouverneur de la province de Buenos Aires est très contrasté. Le courant historiographique fondé par Bartolomé Mitre, et auquel souscrit Sarmiento, considère Rosas comme un dictateur ou un tyran sanguinaire, et émet de fortes critiques sur sa gestion. L’autre courant, le révisionnisme historique argentin, tend, en opposition à l’école mitriste, à défendre Rosas et à voir en lui un défenseur acharné de la souveraineté nationale face aux prétentions des puissances européennes.
Rosas naquit au sein d’une famille fortunée, de haut niveau social, ayant des ascendances dans la plus antique noblesse espagnole, et un sien aïeul, Ortiz de Rozas, fut capitaine général du Chili. L’éducation stricte qu’il reçut laissa en lui une profonde empreinte psychologique. Sarmiento affirme que, à cause de la mère de Rosas, « le spectacle de l’autorité et de servitude durent lui avoir causé des impressions très durables ». Peu après avoir atteint la puberté, Rosas fut envoyé à une ferme d’élevage et y demeura pendant une trentaine d’années. Durant cette période, il apprit comment gérer les lieux et, suivant Manuel Bilbao dans son Historia de Rosas, peupla ses terres de gens qui lui fussent dévoués, y compris de déserteurs et de prisonniers évadés, lesquels, placés sous la protection de Rosas, cessaient d’être recherchés par les autorités. Parvenu au pouvoir, Rosas emprisonnait les habitants sans raison identifiable, ce que Sarmiento qualifiait d’actes rappelant le traitement que Rosas faisait au bétail. Sarmiento explique qu’avec pareille méthode, il obtint que les citoyens se résignassent à devenir « le bétail le plus docile et ordonné qui fût ».
La première période de Juan Manuel de Rosas comme gouverneur ne dura que trois ans. Son gouvernement, avec l’assistance de Juan Facundo Quiroga et de Estanislao López, gouverneurs respectivement des provinces de La Rioja et de Santa Fe, était respecté, et Rosas était loué pour son habileté à instaurer une certaine harmonie entre Buenos Aires et les zones rurales. Le pays tomba dans le chaos après la démission de Rosas en 1832, et en 1835, il fut une nouvelle fois sollicité de gouverner la province. Il revint cette fois avec un gouvernement plus autoritaire, obligeant l'ensemble des citoyens à soutenir son gouvernement, sous le slogan « Vive la Sainte Fédération, que meurent les sauvages unitaires ! ». Selon Nicolas Shumway, Rosas « obligea les citoyens à porter l’insigne rouge des fédéralistes, et son effigie apparaissait dans tous les lieux publics… les ennemis de Rosas, réels et imaginaires, furent emprisonnés, assassinés ou contraints à l’exil par la mazorca, groupe d’espions et de barbouzes dirigés personnellement par Rosas. Toute publication était soumise à censure, et les journaux de Buenos Aires se virent obligés de défendre le régime ».

### Domingo Faustino Sarmiento

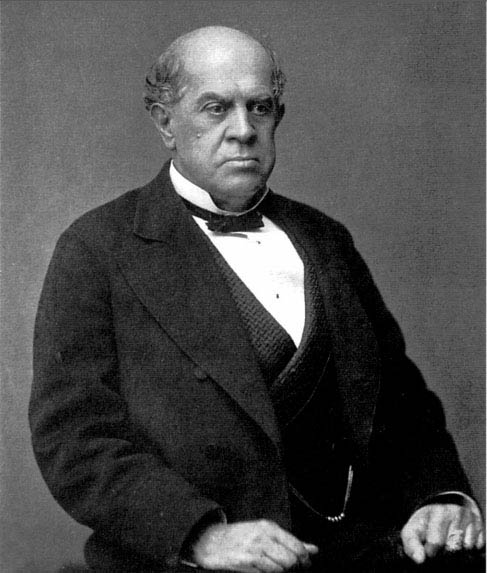
Domingo Sarmiento, auteur de Facundo.

Dans son Facundo, Sarmiento est à la fois narrateur et protagoniste. Le livre comprend des éléments autobiographiques à côté d’éléments de la vie des Argentins en général. Également, il expose et justifie sa propre opinion, et relate quelques événements historiques. Dans le cadre de la dichotomie entre « civilisation » et « barbarie » qui sous-tend tout le livre, le personnage de Sarmiento représente la civilisation, identifiée ici aux idées européennes et nord-américaines, prônant l’instruction et le développement, et s’opposant à Rosas et à Facundo, qui symbolisent la barbarie.
Sarmiento était militaire, journaliste, homme politique et pédagogue, et fit adhésion au mouvement unitaire. Au cours du conflit entre unitaires et fédéralistes, il lutta contre Facundo en plusieurs occasions. Il devint membre en Espagne de la Sociedad Literaria de Profesores. De son exil au Chili, où il avait rédigé son Facundo, il revint en Argentine comme homme politique. À la suite de la chute de Rosas, il devint membre du sénat argentin, et assuma en 1862 la fonction de gouverneur de la province de San Juan, fonction dont il dut se démettre en 1864 en raison de l’opposition du peuple. Sous son administration fut assassiné le caudillo et général des fédéralistes, le populaire Ángel Vicente Peñaloza, surnommé « El Chacho » ; sa tête coupée, fichée sur une lance, fut ensuite exhibée sur la place de la ville d’Olta.
Il fut président de l’Argentine durant six ans (1868–1874). Pendant sa présidence, Sarmiento mit l’accent sur l’instruction publique, la politique scientifique, la culture, les infrastructures de communication, et sur l’immigration. Ses idées se fondaient sur la civilisation européenne ; le développement d’un pays devait selon lui s’appuyer d'abord sur l’instruction publique. Dans les premières années de sa présidence, il mit fin à la Guerre de la Triple Alliance contre le Paraguay (1864-1870), laquelle, déclenchée sous le gouvernement de Bartolomé Mitre, avait décimé la population paraguayenne et totalement dévasté son territoire. En 1871 éclata en Argentine une grave épidémie de fièvre jaune, qui causa la mort de quatorze mille personnes, et avait été provoquée par les mauvaises conditions d’hygiène et sanitaires, en grande partie consécutives à la guerre contre le Paraguay. Vers le terme de sa présidence, Sarmiento érigea encore les premières écoles militaires et navales d’Argentine.
Si Sarmiento fut une figure dont les mérites sont de façon générale largement reconnus, il se signala aussi par des prises de position extrêmes, déclenchant ainsi nombre de polémiques. Il se montra ouvertement favorable à l’extermination des indigènes et des gauchos : « J’éprouve pour les sauvages d’Amérique une invincible répugnance, sans pouvoir y remédier. Cette canaille n’est autre chose que quelques Indiens répugnants que je donnerais l’ordre de pendre s’ils réapparaissaient aujourd’hui. Lautaro et Caupolicán sont des Indiens pouilleux, car ils le sont tous. Incapables de progrès, leur extermination est providentielle et utile, sublime et grande. Il y a lieu de les exterminer, sans pardonner même au petit, lequel possède déjà la haine instinctive contre l’homme civilisé. »,

## Synopsis
Les quinze chapitres de Facundo, faisant suite à une longue introduction, se divisent symboliquement, selon la critique littéraire, en trois sections : les quatre premiers chapitres évoquent la géographie, l’anthropologie et l’histoire argentines ; les chapitres cinquième à quatorzième relatent la vie de Juan Facundo Quiroga ; enfin, le dernier chapitre expose la vision de Sarmiento relativement au futur de l’Argentine sous un gouvernement unitaire. Selon ce que déclare Sarmiento lui-même, la raison pour laquelle il choisit, pour décrire le contexte argentin et dénoncer la dictature de Rosas, de mettre en scène Facundo Quiroga, est qu’« en Facundo Quiroga, l’on peut voir non seulement un caudillo, mais encore une manifestation de la vie argentine, conséquence de la colonisation et des particularités du terrain ».

### Introduction
Facundo débute par un avertissement de l’auteur, où il souligne d’abord que les faits décrits dans le livre n'ont pas de précision historique, et raconte ensuite un événement survenu comme il traversait les Andes en direction du Chili : au milieu des montagnes, il avait tracé au charbon de bois une phrase en français, « On ne tue point les idées ». Selon Sarmiento, Rosas avait diligenté sur place, à l’effet de lire ladite phrase, une mission spéciale, mais celle-ci, après l’avoir déchiffrée, ne réussit pas à en percer le sens.
Après cet avertissement préliminaire, Sarmiento fait suivre une introduction, précédée d’une citation en français de Abel-François Villemain : « Je demande à l'historien l'amour de l'humanité ou de la liberté ; sa justice impartiale ne doit pas être impassible. Il faut, au contraire, qu'il souhaite, qu'il espère, qu'il souffre, ou soit heureux de ce qu'il raconte. »
Le texte proprement dit de l’introduction commence par une invocation à l’homme dont le nom a servi de titre à l’œuvre, le brigadier général Juan Facundo Quiroga : « Ombre terrible de Facundo, je vais t’évoquer, afin que, secouant la poussière ensanglantée qui couvre tes cendres, tu te lèves pour nous expliquer la vie secrète et les convulsions internes qui déchirent les entrailles d’un noble peuple ! Toi en possèdes le secret : révèle-le-nous ! »
Selon Noé Jitrik dans Muerte y resurrección de Facundo, l’exclamation dans cette phrase exprime le sentiment d’urgence que Sarmiento veut communiquer au lecteur, cela en particulier en mettant en avant une série d’adjectifs, tels que « ensanglanté » et « terrible ». De même, il esquisse d’emblée un portrait de Quiroga, pour tenter de comprendre par la suite la cause de ses actes et les déterminants de sa personnalité.
Sarmiento se réfère à Alexis de Tocqueville et à son ouvrage De la démocratie en Amérique (1835 ― 1840), clamant que l’Argentine méritait elle aussi qu’un voyageur-enquêteur « armé de théories sociales » se penchât sur le pays et, surtout, donnât à voir « aux Européens, et nommément aux Français » le mode d’être de la république argentine.
Tout au long de l’introduction, l’auteur parle de Juan Manuel de Rosas, le qualifiant de « tyran », et donne à entendre qu’un des objectifs du texte est d’étudier en détail la source de tous les conflits internes du pays, incarnés principalement par Rosas et par Quiroga. Sarmiento avance également que lui-même est capable de résoudre la situation « en donnant à la Thèbes du Plata le rang élevé qui lui revient entre les nations du Nouveau Monde ». Sarmiento établit des parallélismes et des analogies entre Quiroga et Rosas, considérant le second comme le continuateur du premier. « Facundo, provincial, barbare, valeureux, audacieux, fut remplacé par Rosas, fils de la Buenos Aires cultivée, sans l’être lui-même ― par Rosas, donc : faux, cœur de glace, esprit calculateur, qui fait le mal sans passion, et organise lentement le despotisme avec toute l’intelligence d’un Machiavel. »
Plus avant dans le texte, l’auteur explique son idée qu’on obtient le progrès en le prenant en Europe, en particulier chez les nations qui, toujours selon Sarmiento, sont civilisées, comme c’est le cas de la France. Par antithèse, il évoque l’Espagne, « cette retardée de l’Europe, qui, jetée entre la Méditerranée et l’Océan, entre le Moyen Âge et le XIXe siècle, est unie à l’Europe cultivée par un étroit isthme et séparée de l’Afrique barbare par un mince détroit », et le Paraguay, auquel il reproche d’avoir refusé d'accueillir des immigrants civilisés.

### Première partie: contexte démographique et géographique argentin

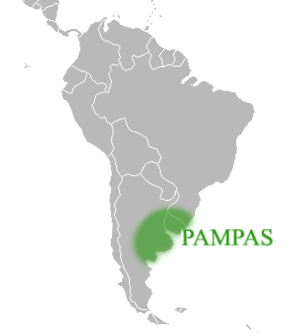
Carte de l’Amérique du Sud, permettant de situer les pampas en Argentine, en Uruguay et dans le Rio Grande do Sul.

Le premier chapitre de Facundo, intitulé « Aspect de la République d’Argentine et les caractères, coutumes et idées qu’elle engendre », débute par une description géographique de l’Argentine, de la cordillère des Andes à l’ouest jusqu’à la côté atlantique à l’est ; sont évoqués en particulier les deux fleuves qui, réunis, forment la frontière avec l’Uruguay, et sur l’un desquels, le Río de la Plata, se situe Buenos Aires, la capitale. Cette description de la géographie de l’Argentine est l’occasion pour Sarmiento de mettre en relief les avantages de Buenos Aires ; les fleuves sont des artères qui mettent la ville en communication avec le reste du monde, permettant le commerce et contribuant à façonner une société civilisée. Buenos Aires n’étant pas parvenue à apporter la civilisation aux zones rurales, une majeure partie de l’Argentine s’est vue ainsi condamnée à la barbarie. Sarmiento argue que les pampas, les amples plaines vides du pays, « n’offrent aucun moyen de s’échapper ni aucun refuge aux personnes pour se défendre et empêche la civilisation dans la majeure partie de l’Argentine ».
Dans ce chapitre, Sarmiento fait plusieurs comparaisons entre ce qu’il considère comme la civilisation et comme la barbarie. En premier lieu, il procède à une analyse raciale de la population argentine, comparant les Espagnols, les indigènes et les noirs d’une part aux Allemands et aux Écossais d’autre part. Des trois premiers, il affirme qu’ils « se distinguent par leur amour de l’oisiveté et leur incapacité industrielle ; ils se montrent incapables de se consacrer à un travail dur et suivi ». Ensuite, tandis qu’il décrit les foyers des Écossais et des Allemands dans des termes très favorables (« les maisonnettes sont peintes ; le devant de la maison, toujours soigné, orné de fleurs et d’arbustes gracieux ; le mobilier, simple, mais complet »), il dit à propos des races américaines que « leurs enfants sont sales et couverts de haillons, vivent avec une meute de chiens ; les hommes sont allongés par terre, dans l’inaction la plus totale ; partout le désordre et la pauvreté ». Ces comparaisons sont très fréquentes dans le courant du texte et visent particulièrement le gaucho, qu’il décrit comme un être sans intelligence, sans instruction, « heureux au milieu de sa pauvreté et de ses privations, qui du reste n'en sont point pour qui n’a jamais connu de plus grandes jouissances », qui ne travaille pas et ne pourra jamais améliorer sa situation. Comme contrepoint au gaucho apparaît l’homme de la ville, celui qui « vit de la vie civilisée ; c’est là que se trouvent les idées de progrès, les moyens d’instruction, une certaine organisation, le gouvernement municipal, etc. », et qui est celui, selon Sarmiento, susceptible de porter le pays à la civilisation. La comparaison entre ville et campagne est la plus significative du livre et la plus apte à caractériser la civilisation et la barbarie.
Dans le deuxième chapitre, intitulé « Originalité et caractères des Argentins », Sarmiento explique que, même compte tenu des obstacles à la civilisation élevés dans le pays par sa géographie, c’est tout de même d’abord aux gauchos, tels que Juan Manuel de Rosas, barbares, incultes, ignorants et arrogants, qu’est imputable une large part des problèmes du pays ; à cause d’eux, la société argentine n’avait pas réussi à progresser vers la civilisation. Sarmiento décrit ensuite les quatre types principaux de gauchos : l’éclaireur (baqueano), le chanteur, le gaucho méchant et le pisteur, et donne la manière de les reconnaître, utile pour comprendre les dirigeants argentins, comme Juan Manuel de Rosas ; d’après l’auteur en effet, sans une bonne compréhension de la typologie des gauchos argentins, « il est impossible d’appréhender nos personnages politiques, ni le caractère primordial et américain de la sanglante lutte qui déchire la République Argentine ».
Dans le troisième chapitre (« Association. L’Épicerie »), Sarmiento s’attarde sur les paysans argentins, qui sont « indépendants de toute nécessité, libres de toute sujétion, sans idées de gouvernement, puisque tout ordre régulier et organisé devient, à tout point de vue, impossible ». Les paysans se réunissent dans des épiceries (pulperías), où ils passent leur temps buvant et jouant. Ils manifestent de l’enthousiasme à faire la démonstration de leur force physique à travers le domptage de chevaux et les bagarres au couteau. Rarement, ces bagarres débouchent sur la mort, qu’ils nomment disgrâce ; Sarmiento fait observer incidemment que la résidence de Rosas, avant que celui-ci ne commençât à acquérir du pouvoir politique, était utilisée occasionnellement comme refuge par des criminels.
Selon le récit de Sarmiento dans le quatrième chapitre du livre, « Révolution de 1810 », ces éléments sont d’importance cruciale pour comprendre la Révolution argentine, qui permit au pays de se rendre indépendant de l’Espagne. Quoique la guerre d’indépendance eût été provoquée par l’influence des idées européennes, Buenos Aires était la seule ville capable d’avoir de la civilisation. Si les paysans participèrent à la guerre, ce fut davantage pour faire la démonstration de leur force physique que pour civiliser le pays. En définitive, la révolution fut un échec en raison du comportement barbare de la population rurale, qui amena la perte et le déshonneur de la ville civilisée, Buenos Aires.

### Deuxième partie: vie de Juan Facundo Quiroga

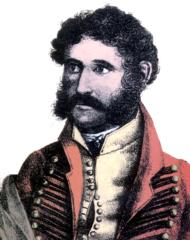
Juan Facundo Quiroga. Personnage principal du Facundo, il représente la barbarie, l’antipode de la civilisation.

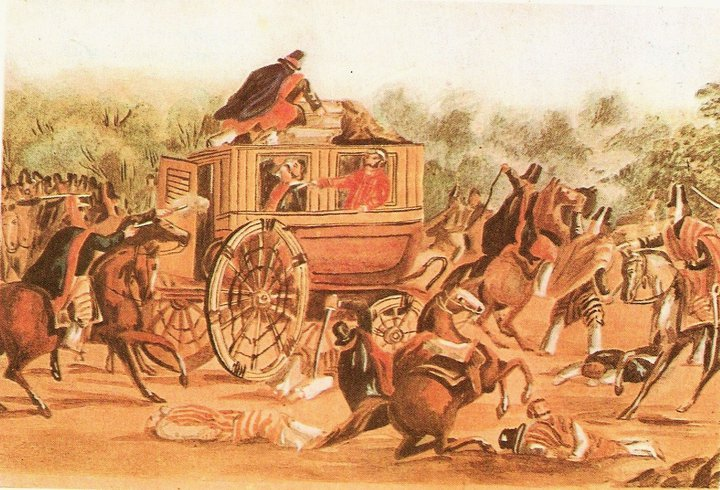
Attaque du coche de Facundo Quirogas à Barranca-Yaco.

La deuxième partie de Facundo, qui commence avec le chapitre cinquième, intitulé « Vie de Juan Facundo Quiroga », est consacrée à décrire la vie du personnage éponyme du livre, Juan Facundo Quiroga, dit le « Tigre des Plaines ». Cette section comporte de multiples erreurs et imprécisions historiques, au demeurant reconnues par l’auteur lui-même dans son avertissement préliminaire et confirmées ensuite par divers historiens et spécialistes au fil des années.
Bien qu’il fût né dans une famille fortunée, Facundo ne bénéficia que d’une éducation élémentaire en lecture et écriture. Il semble avoir été très porté sur les jeux de hasard, au point que Sarmiento le décrit habité pour le jeu « d’une passion féroce, ardente, lui desséchant les entrailles ». Dans sa jeunesse, Facundo était antisocial et rebelle, refusant de se mêler aux autres enfants, et ces caractérístiques allaient s’accentuant de plus en plus à mesure qu’il grandissait. Sarmiento décrit un incident au cours duquel Facundo tua un homme, et affirme que ce type de comportement « marqua son passage par le monde ».
Les rapports avec sa famille ayant fini par se rompre, Facundo adopta la vie de gaucho et rejoignit les caudillos dans la province de Entre Ríos. Dans le chapitre sixième, intitulé « La Rioja », Sarmiento relate comment, à la suite de l’assassinat qu’il perpétra de deux Espagnols après une fuite de prison, les gauchos se mirent à reconnaître Facundo comme un héros, et comment, ayant regagné La Rioja, Facundo vint à occuper une position de commandement au sein de la Milice des Plaines (Milicia de los Llanos). Il se bâtit une solide réputation, gagnant le respect de ses compagnons par ses actions féroces sur le champ de bataille, mais haïssant et s’appliquant à détruire ceux qui, parce que civilisés et éduqués, étaient différents de lui.
En 1825, le gouvernement de Buenos Aires organisa un Congrès général (Congreso General) avec les représentants de toutes les provinces d’Argentine. Au long des chapitres septième et huitième du livre, intitulés respectivement « Sociabilidad » et « Ensayos » (essais), l’auteur narre comment Facundo fit son apparition en tant que représentant de La Rioja ainsi que les conséquences de cet événement. Dans le même chapitre, il explore les différences entre les provinces de Córdoba et de Buenos Aires, qualifiant la première de barbare pour être organisée de manière désuète et caractéristique de l’époque préhispanique, et la seconde de civilisée, principalement sous l’influence de Bernardino Rivadavia et de par sa culture propre. Après avoir établi cette comparaison, Sarmiento donne une description physique de Facundo, de celui qu’il considérait comme personnifiant le caudillo : « il était d'une stature basse et robuste ; son large dos supportait, sur une courte encolure, une tête bien formée, couverte d'une chevelure très épaisse, noire et bouclée », avec des « yeux noirs pleins de feu ».
Rivadavia fut bientôt évincé, et Manuel Dorrego devint le nouveau gouverneur. Sarmiento déclare que Dorrego, étant fédéraliste, n’était pas intéressé par le progrès social ni à en finir avec le comportement barbare en Argentine en améliorant le niveau de civilisation et d’éducation des habitants des zones rurales. Au neuvième chapitre du livre (« Guerra social ») est raconté comment, dans le désordre qui caractérisait la politique argentine du moment, Dorrego fut assassiné par les unitaires et Facundo battu par le général unitaire José María Paz. Facundo s’enfuit à Buenos Aires et s’associa au gouvernement fédéraliste de Juan Manuel de Rosas. Durant le conflit armé entre les deux camps idéologiques, Facundo conquit les provinces de San Luis, de Rio Quinto et de Mendoza.
Dans le treizième chapitre du livre, « ¡¡¡Barranca-Yaco!!! » (avec trois points d’exclamation), est relaté l’assassinat de Facundo Quiroga dans la ville de la province de Córdoba désignée par le titre. Tout avait commencé lorsque, de retour à son foyer de San Juan, dont Sarmiento dit que Facundo le dirigeait « par le seul effet de son nom terrifiant », il se rendit compte que son gouvernement était privé d’un appui suffisant de la part de Rosas. Il s’en fut à Buenos Aires pour demander des comptes, mais Rosas l’envoya accomplir une autre mission. En route pour celle-ci, Facundo fut assassiné.
Sarmiento souligne que Facundo Quiroga n’est pas le fruit du hasard, mais au contraire le résultat nécessaire du mode de vie argentin, tel qu’il s’est façonné par la colonisation ; la figure du caudillo constitue la manifestation contemporaine de ce mode d’être, dans le contexte social d’alors, cependant il est possible de le vaincre.

### Troisième partie: présent et avenir d’un gouvernement unitaire
Dans les deux derniers chapitres du livre, intitulés « Gobierno unitario » (Gouvernement unitaire) et « Presente y porvenir » (Présent et Avenir), Sarmiento explore les conséquences de la mort de Facundo pour l’histoire et la politique de la République d’Argentine. Il analyse également le gouvernement et la personnalité de Rosas, commentant la dictature, la tyrannie, le rôle de l’appui populaire, et l’usage de la force pour maintenir l’ordre. L’auteur critique Rosas en utilisant les propres paroles du gouverneur, faisant alors des observations sarcastiques sur ses actions, et décrivant la « terreur » instaurée pendant la dictature, les contradictions du gouvernement, et la situation dans les provinces qui étaient dirigées par Facundo. Sarmiento écrit : « La cocarde colorée est la matérialisation de la terreur, qui vous accompagne partout, dans la rue, sur la poitrine de la famille ; lorsqu’on s’habille ou qu’on se déshabille, il faut penser à lui, et les idées viennent toujours se graver en nous par association. »
Sarmiento range la population noire d’Argentine parmi les secteurs sociaux ayant soutenu Rosas. Il les décrit comme « dociles, fidèles et voués à leur maître ou à celui qui les emploie ». Selon Sarmiento, Manuela Rosas, fille du gouverneur, aurait été chargée de gagner la faveur de ce secteur de la population. L’utilité stratégique de cette action découlerait du fait que la majorité des esclaves et des domestiques étaient afro-américains, ce qui devait permettre au gouvernement de disposer d’espions dans la majorité des familles.
Sarmiento critique aussi le jugement prononcé dans l’affaire de l’assassinat de Quiroga, affirmant que les frères Reinafé n’étaient pas des unitaires comme il fut prétendu. Sarmiento formule la thèse que Rosas était l’auteur intellectuel du crime ; son dessein aurait été de discréditer les unitaires en leur imputant le crime, escomptant ainsi que la répudiation qui en résulterait faciliterait la cession en sa faveur du sommet du pouvoir politique ― ce qu’il parvint à réaliser peu après.
« À peine Rosas eut-il pris la tête du Gouvernement en 1835, qu’il déclara par voie de proclamation que les unitaires impies avaient assassiné traîtreusement l’illustre général Quiroga, et que lui se proposait de châtier un si épouvantable attentat, qui avait privé la Fédération de son pilier le plus puissant. Quoi !... disaient, bouche bée, les pauvres unitaires en lisant la proclamation. Quoi !... les Reinafé sont unitaires ? Ne sont-ils pas des créatures de López, n’entrèrent-ils pas dans Córdoba en pourchassant l’armée de Paz, n’étaient-ils pas en active et amicale correspondance avec Rosas ? N’est-ce pas sur demande de Rosas que Quiroga avait quitté Buenos Aires? Un messager n’avait-il pas été envoyé en avant de lui, qui fit part aux Reinafé de son arrivée prochaine ? Les Reinafé n’avaient-ils pas préparé d’avance le guet-apens qui devait l’assassiner ?... Rien de tout cela ; les impies unitaires ont été les assassins ; et malheur à qui en douterait !... »
Enfin, examinant l’héritage laissé par le gouvernement de Rosas, Sarmiento attaque celui-ci et étoffe plus avant la dichotomie entre civilisation et barbarie. Par le biais d'une confrontation entre la France et l’Argentine — incarnant respectivement la civilisation et la barbarie — Sarmiento met en contraste culture et cruauté :
« Le blocus de la France a duré deux ans, et le Gouvernement américain animé de l’esprit américain, faisait face à la France, le principe européen, aux prétentions européennes. Le blocus français avait néanmoins été fécond en résultats sociaux pour la République argentine, et servit à mettre à découvert, dans toute leur nudité, la situation des esprits et les nouveaux éléments de la lutte qui devaient déclencher la guerre acharnée, laquelle ne peut se terminer que par la chute de ce Gouvernement monstrueux. »

## Genre et style
Le critique et philosophe espagnol Miguel de Unamuno fit à propos du livre la réflexion suivante : « Je n’ai jamais pris Facundo de Sarmiento pour un ouvrage d’histoire, ni ne crois qu’il puisse être évalué en ces termes. Je l’ai toujours considéré comme une œuvre littéraire, un roman historique ». Toutefois, Facundo ne saurait être classé comme roman ou dans tel ou tel genre littéraire spécifique. Selon González Echevarría, le livre est tout à la fois « un essai, une biographie, une autobiographie, un roman, une épopée, des mémoires, une confession, un pamphlet politique, une diatribe, un traité scientifique et un guide ». L'uniformité de style, la même tonalité utilisée tout au long du livre, et le fil rouge que constitue la vie et la personnalité de Facundo, sans cesse explorées et analysées, garantissent l’unité de l’ouvrage et des trois parties dans lesquelles il est divisé. Même la première section, décrivant la géographie de l’Argentine, se conforme à l’allure générale ― Sarmiento ayant en effet déclaré que Facundo était un produit naturel de son entourage.
Le livre est aussi en partie fictif : Sarmiento met à contribution son imagination en plus de la rigueur historique pour portraiturer Rosas. Dans Facundo, l’auteur incorpore et laisse apparaître son point de vue selon lequel c’est la dictature de Rosas qui était la cause principale des problèmes de l’Argentine. Les thèmes comme la barbarie et la cruauté, qui se manifestent tout au long du livre, ne sont pour Sarmiento que des émanations du gouvernement de Rosas. Si Sarmiento met en œuvre des stratégies qui appartiennent au domaine littéraire, c’est d’abord à l’effet d’appuyer ses thèses personnelles.

## Thématique

### Civilisation et barbarie

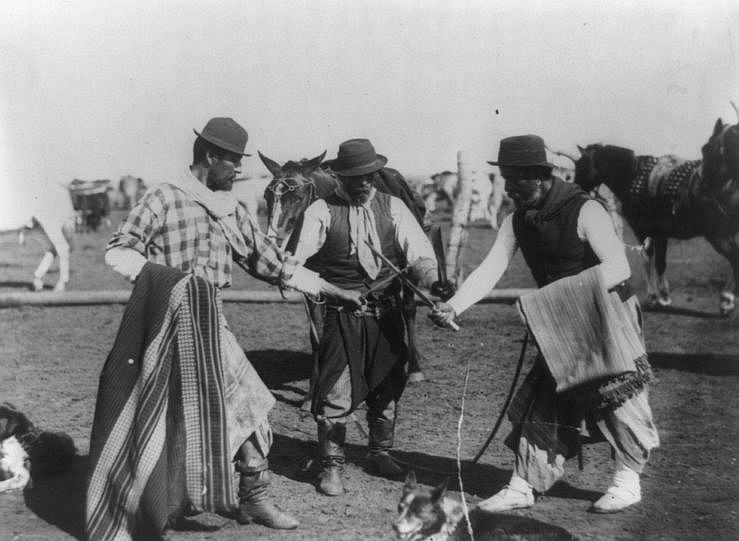
Dans Facundo, Sarmiento met en scène les gauchos comme représentants de la barbarie.

Facundo n’est pas seulement une critique du gouvernement de Rosas, mais aussi une ample investigation de l’histoire et de la culture argentines, que Sarmiento donne à voir à travers l’ascension, le règne et la chute de Juan Facundo Quiroga, archétype du caudillo argentin. Sarmiento résume le message du livre par la phrase « Voilà la question : être ou ne pas être des sauvages ». La dichotomie entre civilisation et barbarie est l’idée maîtresse du livre ; Facundo est dépeint comme sauvage et opposé au progrès réel en raison de son rejet des idéaux culturels européens, en cours dans la société métropolitaine de Buenos Aires.
Le conflit entre civilisation et barbarie reflète les difficultés de l’Amérique latine au lendemain des indépendances, c'est-à-dire au moment où elle se trouve soudainement confrontée à elle-même. Le critique littéraire Sorensen Goodrich relève que si, certes, Sarmiento ne fut pas le premier à formuler cette dichotomie, il sut la convertir en un thème prééminent et puissant, capable d’imprégner la littérature latino-américaine. Il éclaire le problème de la civilisation en la mettant en contraste avec les aspects grossiers de la culture d’un caudillo, laquelle se base sur la brutalité et le pouvoir absolu. Facundo propose une idéologie d’opposition, qui avec le temps offrirait une alternative politique, bénéfique pour la société. Si Sarmiento réclame tout un ensemble de changements, notamment la nomination de fonctionnaires honnêtes capables d’entendre les idées des Lumières européennes, le point principal reste pour lui l’instruction publique. Les caudillos, tels que Facundo Quiroga, sont vus au début du livre comme l’antithèse de l’éducation, de la culture et de la stabilité civile, et la barbarie prend l’allure d’une éternelle litanie des maux de la société. Les caudillos sont les agents de l’instabilité et du chaos, détruisant l’organisation sociale par leur indifférence désinvolte vis-à-vis de l’humanité et du progrès social.
De même que Sarmiento se voit lui-même comme une personne civilisée, Rosas est la personnification du barbare. L’historien David Rock explique que « les opposants contemporains de Rosas outraient son image jusqu’à en faire un tyran sanguinaire et un symbole de la barbarie ». Si Sarmiento attaque Rosas, c’est par le moyen de son livre, en faisant la promotion de l’instruction et de la civilisation, alors que Rosas use du pouvoir politique et de la force brute pour se défaire de tout ce qui lui fait obstacle. Associant l’Europe à la civilisation, et la civilisation à l’instruction, Sarmiento tend à infuser dans les esprits une admiration envers la culture européenne ; cela, en même temps, inspire à Sarmiento un sentiment d’insatisfaction vis-à-vis de sa propre culture, et le porte à vouloir propulser celle-ci vers la civilisation.
Mettant en évidence les spécificités de la pampa pour étoffer son analyse sociale, il fait de la géographie physique désolée et sauvage de l’Argentine le symbole de ceux qui, qualifiés par lui d’ignorants et d’anarchiques, mènent une existence isolée et se refusent au dialogue politique. A contrario, en dénonçant que l’Amérique latine est en liaison directe avec la barbarie, Sarmiento veut parallèlement souligner que l’Argentine se trouve par là même déconnectée des nombreuses ressources qui l’entourent, ce qui entrave la croissance du pays.

### Écriture et pouvoir
Les dictatures furent relativement communes dans l’histoire de l’Amérique latine postérieure à son indépendance — les exemples s’étendent de José Gaspar Rodríguez de Francia au Paraguay au XIXe siècle, jusqu’à Augusto Pinochet dans les dernières décennies du XXe siècle au Chili. Dans ce contexte, la littérature latino-américaine allait se distinguer par des romans de contestation ou des romans du dictateur ; la trame principale s’organise autour de la figure du dictateur, son comportement, ses caractéristiques et la situation de la population sous leur régime. Les écrivains tels que Sarmiento utilisèrent le pouvoir de la parole écrite pour critiquer le gouvernement, usant de la littérature comme outil, comme exemple de résistance et comme arme contre la répression.
L’exploitation de ce rapport entre écriture et pouvoir fut une des stratégies de Sarmiento. Pour lui, l’écriture devait être catalysatrice de l’action. Alors que les gauchos se battaient avec des armes physiques, Sarmiento se servait de sa voix et de son langage. Sorensen déclare que Sarmiento mania « le texte comme une arme ». Sarmiento n’écrivait pas seulement pour l’Argentine, mais aussi à l’intention d’un auditoire beaucoup plus vaste, en particulier les États-Unis et l’Europe ; dans son opinion, ces continents étaient plus civilisés, et son propos était de séduire les lecteurs afin de les amener à son propre point de vue politique. Au demeurant, dans les nombreuses traductions de Facundo, l’association établie par Sarmiento entre écriture d’une part et pouvoir et conquête d’autre part apparaît avec plus d’évidence encore.
Ainsi, dans ces vecteurs de son crédo politique qu’étaient ses livres, Sarmiento se plaît-il souvent à railler les gouvernements, ce dont Facundo est un exemple retentissant. Il s’emploie à rehausser son propre statut au détriment de la minorité gouvernante, allant presque jusqu’à se présenter lui-même comme invincible grâce au pouvoir de l’écriture. Vers la fin des années 1840, Sarmiento fut contraint à l’exil en raison de ses opinions politiques. Couvert d’hématomes après avoir été, le jour précédent, roué de coups par la soldatesque fédérée, il écrivit en français sur une paroi rocheuse « On ne tue point les idées » (parfois cité erronément comme « on ne tire pas des coups de fusil aux idées »). Le gouvernement voulut déchiffrer le message, et, celui-ci traduit, ils dirent « Eh bien, qu’est-ce donc que cela signifie ? ». L’incapacité de ses opposants à comprendre le message démontre, pour Sarmiento, leur incompétence. Ses paroles se présentent comme un code qu’il est nécessaire de « déchiffrer », et, à la différence de Sarmiento, ceux qui se trouvent au pouvoir sont des barbares et n’ont aucune éducation. Leur désarroi non seulement démontre leur ignorance, mais encore, selon Sorensen, illustre « le bousculement fondamental qu’entraîne toute transplantation culturelle », à telle enseigne que les ruraux d’Argentine et les alliés de Rosas étaient bien incapables d’accepter la culture civilisée apte, d’après Sarmiento, à conduire le pays vers le progrès.

## Critiques
L’œuvre connut des appréciations critiques très variées depuis sa publication originelle. En ce qui concerne la langue utilisée, certains critiques estiment que l’ouvrage est bien rédigé compte tenu du contexte typiquement créole ― au sens espagnol du terme (criollo), c'est-à-dire propre aux personnes d’origine européenne nées dans les colonies ― tandis que d’autres jugent que par cette particularité la prose du livre apparaît opaque et manque d’équilibre. Parmi les seconds, le critique littéraire argentin Álvaro Melián Lafinur par exemple écrit : « La prose de Sarmiento est mal maîtrisée, inégale, barbare, manque de goût et ignore ou dédaigne la valeur phonétique des mots et l’art de leur agencement harmonieux. C’est en vain qu’on chercherait dans les pages de Facundo l’équilibre, l’exactitude, le velouté de la nuance, la suprême pureté ». À l’inverse, des personnalités telles que Guillermo Hudson, Carlos Guido Spano et Miguel de Unamuno en louent le style d’écriture, allant jusqu’à l’estimer supérieur à celui des livres espagnols.
Les intentions qu’aurait eues Sarmiento en écrivant ce livre ont fait l’objet de nombreux débats entre sociologues, critiques et experts politiques argentins. Beaucoup pensent que Sarmiento voulait donner à entendre que la barbarie (représentée par les figures de Facundo et Rosas) ne saurait en aucune manière coexister avec la civilisation, et qu’il est dès lors nécessaire de se défaire intégralement de la première. Noé Jitrik, auteur de Muerte y resurrección de Facundo, relève que dans le livre Sarmiento se contredit lui-même ; en effet, dans la première partie, il s’emploie à démolir l’image de Facundo Quiroga, cependant que dans la deuxième, quand il analyse plus avant sa vie, il le décrit d’une manière différente, non plus avec autant d’aversion, mais tendant cette fois à humaniser le caudillo. Enrique Anderson Imbert résout cette contradiction en expliquant que le dessein principal de Facundo était de liquider Rosas, et qu’à cet effet, Sarmiento devait se résigner jusqu’à ménager Facundo dans certaines circonstances. Sarmiento justifiait sa posture anti-rosiste radicale par la postulation que le pays ne pourrait se civiliser et parvenir à imiter ses pairs européens que s’il était mis fin au gouvernement de Rosas.
Plusieurs auteurs ont fait observer que Sarmiento, en plus d’avoir pris quelque liberté avec la précision historique, n’a pas hésité à recourir à l’exagération pour décrire la situation des campagnes et des villes, qu’il présente comme antinomiques et incapables de coexister. Selon Alberto Palcos cependant, les campagnes et les villes « vivaient ensemble et s’influençaient les unes les autres ; la barbarie n’était pas totale à la campagne, ni la civilisation ne l’était en ville ». D’autres commentaires critiques sur Sarmiento portent sur sa description de la figure du gaucho, lequel pourtant est devenu aujourd'hui l’un des symboles de l’identité argentine : dans Facundo, Sarmiento le décrivit comme « oisif, insouciant et irresponsable », en plus d’être « barbare et dépourvu de civilisation », et proposa de déplacer les gauchos hors de la société jusqu’à les éradiquer, appuyant la campagne menée à leur encontre par Bartolomé Mitre.

## Retentissement
Pour Kathleen Ross, qui établit une nouvelle traduction anglaise du Facundo, le livre est « une des œuvres les plus importantes de l’histoire de la littérature hispano-américaine ». Le livre fut un apport majeur dans le travail d’élaboration d’un « projet de modernisation », vu qu’il comportait un message pratique et que celui-ci était de surcroît exalté par « une beauté et une passion stupéfiantes ». Toutefois, selon le critique littéraire González Echevarría, il ne s’agit pas seulement d’un puissant texte fondateur, mais aussi du « premier classique latino-américain, et le livre écrit sur l’Amérique latine par un latino-américain le plus important, toutes disciplines et tous genres confondus »,. L’influence politique du livre peut du reste s’évaluer à l’aune du fait que Sarmiento finit par accéder au pouvoir. Il parvint à la présidence de la République argentine en 1868 et eut ainsi le loisir de mettre en application ses théories et de prendre soin que la nation atteignît à la civilisation. Quoique ayant écrit nombre de livres, Sarmiento considérait Facundo comme le fondement même de sa pensée politique.
Selon Sorensen, « les premiers lecteurs de Facundo étaient profondément influencés par les combats qui précédèrent et suivirent la dictature de Rosas, et leur point de vue sur l’œuvre découlait de leur positionnement dans la lutte pour l’hégémonie politique et dans la bataille de l’interprétation des faits ». González Echevarría note que Facundo incita d’autres écrivains à examiner le phénomène de la dictature en Amérique latine, et soutient que si le livre continue d’être lu aujourd'hui, c’est parce que Sarmiento sut créer « une voix pour les auteurs latino-américains modernes ». La raison en est, d’après González Echevarría, que « les auteurs latino-américains durent se colleter avec son héritage, et furent poussés à réécrire Facundo dans leurs œuvres, quand bien même ils voulaient se démêler de son discours ». D’autres romans de dictateur ultérieurs, tels que Monsieur le Président de Miguel Ángel Asturias et  la Fête au bouc de Mario Vargas Llosa, s’inspirent de ses idées, et la connaissance de Facundo est propre à affiner, pour le lecteur, la compréhension de ces livres. En vérité, ainsi que l’observe Berthold Zilly dans la postface de sa traduction allemande de Facundo, les textes qui ont été suscités par ce livre, ou qui entrent en dialogue avec lui, sont innombrables ; on en trouve des échos, outre chez ceux déjà cités, notamment chez Euclides da Cunha, Ezequiel Martínez Estrada, Octavio Paz, José Mármol, Rómulo Gallegos, Alejo Carpentier, Augusto Roa Bastos ou Gabriel García Márquez. La nation argentine entière fut endeuillée à la mort de Sarmiento en 1888. Au cimetière de Recoleta, il repose aujourd'hui, note encore Zilly, dans le paisible voisinage de Juan Facundo Quiroga, son ennemi détesté, et de Juan Manuel de Rosas, et par ailleurs non loin de la tombe d’Eva Perón. Les nombreuses plaques commémoratives apposées à la façade d’établissements d’enseignement et les groupes d’élèves visitant son tombeau témoignent de sa popularité inaltérée comme auteur du Facundo et comme instituteur de la nation.
Une conséquence ironique de l’impact qu’eut ce type d’essai politique et cette littérature en partie fictionnelle produite par Sarmiento est que, comme le relève González Echevarría, le gaucho en est venu à être transformé en « un objet de nostalgie, une origine perdue se prêtant à la construction d’une mythologie nationale ». Travaillant à éliminer le gaucho, Sarmiento par là même et paradoxalement le convertit en un « symbole national ». González Echevarría fait remarquer que Juan Facundo Quiroga continue lui aussi, de la même manière, à mener une existence pérenne, incarnant « notre lutte (de nous Argentins) sans solution entre le bien et le mal, et notre implacable chemin de vie vers la mort ». Selon Kathleen Ross, traductrice vers l’anglais du Facundo, celui-ci « continue de provoquer controverses et débats car il alimente les mythes nationaux de la modernisation, de l’anti-populisme et de l’idéologie raciste ».

## Histoire éditoriale et traductions

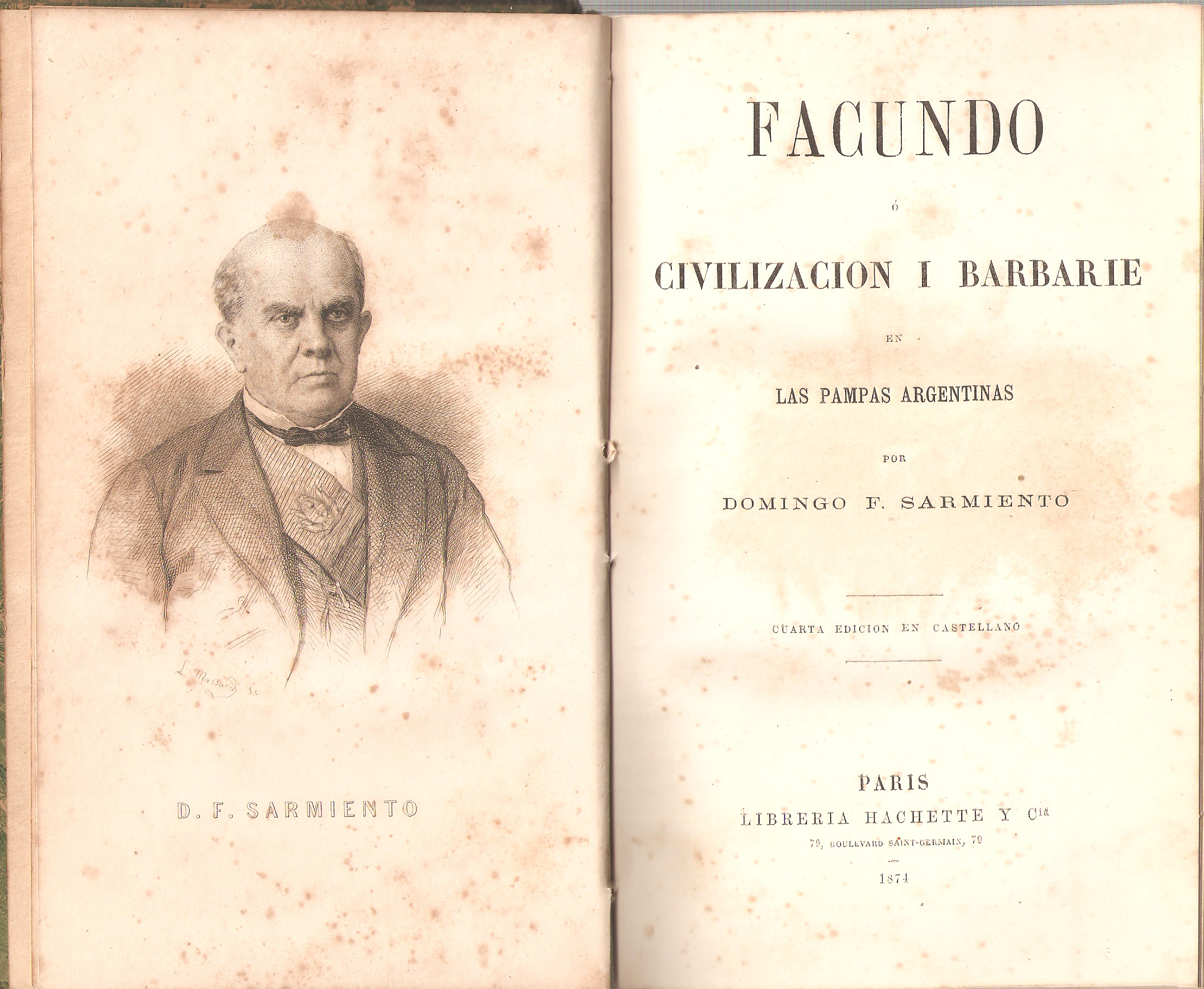
4e édition en espagnol, parue à Paris en 1874.

Facundo fut publié pour la première fois en 1845, dans le supplément du journal chilien El Progreso, et connut trois mois plus tard une édition en volume, aux éditions Imprenta del Progreso, sous le titre de Civilización y barbarie. Vida de Juan Facundo Quiroga y aspecto físico, costumbres y hábitos de la República Argentina (litt. Civilisation et Barbarie. Vie de Juan Facundo Quiroga et aspect physique, coutumes et mœurs de la République argentine). La deuxième édition date de 1851, intitulée cette fois Vida de Facundo Quiroga y aspecto físico, costumbres y hábitos de la República Argentina, seguida de apuntes biográficos sobre el general fray Félix Aldao por el autor (litt. Vie de Facundo Quiroga et aspect physique, coutumes et mœurs de la République argentine, suivie de notes biographiques sur le général frère Félix Aldao par l’auteur), assortie d’un Examen critique traduit de la Revue des deux Mondes. Dans cette édition, l’« Introducción » et les chapitres de fin « Gobierno Unitario » (Gouvernement unitaire) et « Presente y porvenir » (Présent et Avenir) avaient été supprimés pour raisons politiques, tandis que furent ajoutées une lettre adressée à Valentín Alsina, dans laquelle Sarmiento répondait à ses observations, et une biographie de Félix Aldao. En 1868, alors que Sarmiento était à la Présidence, le livre fut édité sous son nom espagnol le plus connu, Facundo o civilización y barbarie en las pampas argentinas, aux éditions D. Appleton et compagnie. La lettre à Alsina et la biographie de Aldao en furent retirées, et la notice biographique El Chacho. Último caudillo de la montonera de los llanos. Episodio de 1863 fut ajoutée. En 1874, une nouvelle édition vit le jour, de même titre, la dernière du vivant de Sarmiento, dans laquelle les trois chapitres retranchés depuis la deuxième édition furent rétablis. Raúl Moglia signale qu’entre la première et la quatrième édition ont été effectuées certaines modifications, portant sur le texte et sur l’orthographe, attribuables respectivement à Sarmiento lui-même et à ses éditeurs, à qui il avait laissé le loisir de corriger ses textes. Il affirme que « surtout les variantes de concepts historiques peuvent être de Sarmiento ; celles de vocabulaire ou de construction le sont difficilement ».
Le livre fut traduit du vivant de l’auteur en langues française (1853), anglaise (1868, et plus récemment en 2003, dans une version révisée, plus fidèle et plus complète) et italienne (1881). Des extraits en furent publiés en langue allemande dès 1848, en vue d’une brochure à l’intention des immigrants, mais une traduction complète dans cette langue ne vit le jour qu’en 2007. Pour Sarmiento, le public français avait une importance particulière, à telle enseigne que le livre bénéficia en 1846 déjà, puis en 1852 lors d’une deuxième livraison, d’extraits traduits et commentés dans la Revue des deux Mondes ; en outre, quelques chapitres parurent à Paris en 1850 et 1851. Une traduction française complète, par les soins de Marcel Bataillon, est disponible aux éditions de l'Herne (Paris, 1990).

## Corrélats
- Domingo Faustino Sarmiento
- Juan Facundo Quiroga
- Juan Manuel de Rosas